# Sinus
Sinus je trigonometrijska funkcija. Klasično, kutu α pridružujemo vrijednost sin(α) tako da nad datim kutom konstruiramo pravokutni trokut. Vrijednost sin(α) tada je jednaka kvocijentu (omjeru) nasuprotne katete i hipotenuze. No, kako je zbroj kutova u trokutu jednak 180°, jasno je da je takav pravokutni trokut moguće konstruirati samo nad šiljastim kutovima (kutovima manjim od 90°). Stoga se ovakva definicija sinusa može upotrijebiti jedino za kutove manje od 90°.
Za računanje vrijednosti sinusa kutova većih od 90° (ili manjih od 0°) potrebna je općenitija definicija. Više je načina da se općenitije definira funkcija sinusa, od definicije sinusa kao sume beskonačnog reda, do definicije funkcije sinusa kao rješenja određenih karakterističnih diferencijalnih jednadžbi.
Najčešći način šireg definiranja funkcije sinus jest onaj uz pomoć jedinične kružnice: u Kartezijevom koordinatnom sustavu nacrtamo jediničnu kružnicu sa središtem u ishodištu. Također, iz ishodišta povučemo pravac koji sa x-osi zatvara kut (na slici označen s t), te istaknemo točku u kojoj se taj pravac siječe s jediničnom kružnicom. Koordinate te točke daju nam vrijednosti dvije osnovne trigonometrijske funkcije; x koordinata jednaka je cos(t) (vrijednosti kosinusa), a y koordinata jednaka je sin(t) (vrijednosti sinusa). Na taj način definicija sinusa poopćena je za svaki kut.
Iz definicije je jasno da sinus (kao i kosinus) može poprimiti vrijednosti između -1 i 1, te da je definiran za sve realne brojeve. Stoga pišemo
{\displaystyle \sin \colon \mathbb {R} \to [-1,1]}
Također, jasno je da funkcija sinus nije bijekcija; kut α i kut α+2π (kut koji dobijemo kada kutu α nadodamo "puni krug") daju istu vrijednost za sinus i za kosinus, pa funkcija nije injekcija. Stoga, općenito ne postoji inverz fukcije sinus. No ako se promotri suženje područja definicije (restrikcija) funkcije sinus, tj. ako funkciju sinus promotrimo samo na jednom dijelu područja njene definicije, tada sinus postaje bijekcija, a odgovarajuću inverznu funkciju nazivamo arkus sinus i obilježavamo s arcsin. Restrikcija funkcije sinus na kojoj je to moguće izvesti jest restrikcija na tzv. "glavnu granu", odnosno na funkciju
{\displaystyle \sin \colon [-\pi /2,\pi /2]\to [-1,1]}

## Povijest
Matematički oblici ekvivalentni današnjem pojmu sinusa prvi su puta zabilježeni u antičkoj Grčkoj, u razdoblju od 2. stoljeća pr. Kr. do 5 stoljeća po. Kr. i to za potrebe astronomije. Prvi se tom temom bavi Hiparh. Tadašnji račun ne uključuje sinus kakvog poznajemo danas, nego računanje tetive nad središnjim kutom kružnice - za razliku od sinusa koji računa polovinu tetive (dakle, nad polovinom središnjeg kuta). U tom se razdoblju pojavljuju i prvi adicioni teoremi za sinus (odnosno njegov ekvivalent), kao i prva tablica numeričkih vrijednosti sinusa.
Astronomska istraživanja također su motivirala nastanak i proučavanje polutetiva (dakle, suvremenih sinusa) u Indiji oko 500. godine po. Kr. Najpoznatiji staroindijski matematičar koji se bavio proučavanjem sinusa, te koji je sastavio i tablicu numeričkih vrijednosti za sinus je Aryabhata. Sinus se u Indiji u to doba naziva jyā, što znači "tetiva". Znanje o trigonometrijskim funkcijama iz Indije se prenosi Arapima koji ih dodatno istražuju te ih u 10. stoljeću unapređuju (nalaze bolje metode za računanje tabličnih vrijednosti, određuju nova svojstva, te uvode tangens). Arapi sinus nazivaju jiba (u zapisu jb, budući su se u arapskom pismu izostavljali samoglasnici), što je doslovan prijevod indijske riječi jyā.
U 12. stoljeću arapski tekst o trigonometrijskim funkcijama dolazi u Europu, te ga talijanski prevoditelj Gerard iz Cremone prevodi na latinski. No prilikom prevođenja, Gerard zapis jb tumači kao jaib što na arapskom znači "zaljev", te tako trigonometrijska funkcija, umjesto tetive postaje zaljev -- na latinskom, sinus.
Dolaskom u Europu, sinus se u 16. stoljeću po prvi puta definira pomoću pravokutnog trokuta, umjesto definicije preko tetive kružnice. Radovi Leibniza u 17. stoljeću, te Eulera u 18. stoljeću donose mnoštvo novih saznanja o trigonometrijskim funkcijama, te ih etabliraju kao nezaobilazne dijelove suvremene matematike.

## Graf funkcije
Krivulja grafa funkcije y=sin(x) naziva se sinusoida.

## Vanjske poveznice
- Povijest etimologije riječi sinus
- Funkcija sinus na wolfram.com

| Trigonometrijske i hiperbolne funkcije |           |           |          |           |           |             |
| \| \| Sinus \| Kosinus \| Tangens \| Kotangens \| Sekans \| Kosekans \| \| Funkcija \| sin(x) \| cos(x) \| tg(x) \| ctg(x) \| sec(x) \| cosec(x) \| \| Inverzna \| arcsin(x) \| arccos(x) \| arctg(x) \| arcctg(x) \| arcsec(x) \| arccosec(x) \| \| Hiperbolna \| sh(x) \| ch(x) \| th(x) \| ctgh(x) \| sech(x) \| cosech(x) \| \| Inv. hiperbolna \| Arsh(x) \| Arch(x) \| Arth(x) \| Arcth(x) \| Arsech(x) \| Arcosech(x) \| |           |           |          |           |           |             |
| | Sinus     | Kosinus   | Tangens  | Kotangens | Sekans    | Kosekans    |
| Funkcija | sin(x)    | cos(x)    | tg(x)    | ctg(x)    | sec(x)    | cosec(x)    |
| Inverzna | arcsin(x) | arccos(x) | arctg(x) | arcctg(x) | arcsec(x) | arccosec(x) |
| Hiperbolna | sh(x)     | ch(x)     | th(x)    | ctgh(x)   | sech(x)   | cosech(x)   |
| Inv. hiperbolna | Arsh(x)   | Arch(x)   | Arth(x)  | Arcth(x)  | Arsech(x) | Arcosech(x) |